# Museo Aeroespacial (Río de Janeiro)
El Museo Aeroespacial es el museo aeroespacial nacional de Brasil ubicado en la ciudad de Río de Janeiro en la base aérea dos Afonsos. El museo se le conoce como "la cuna de la aviación brasileña". La entrada al museo es gratuita.

## Historia

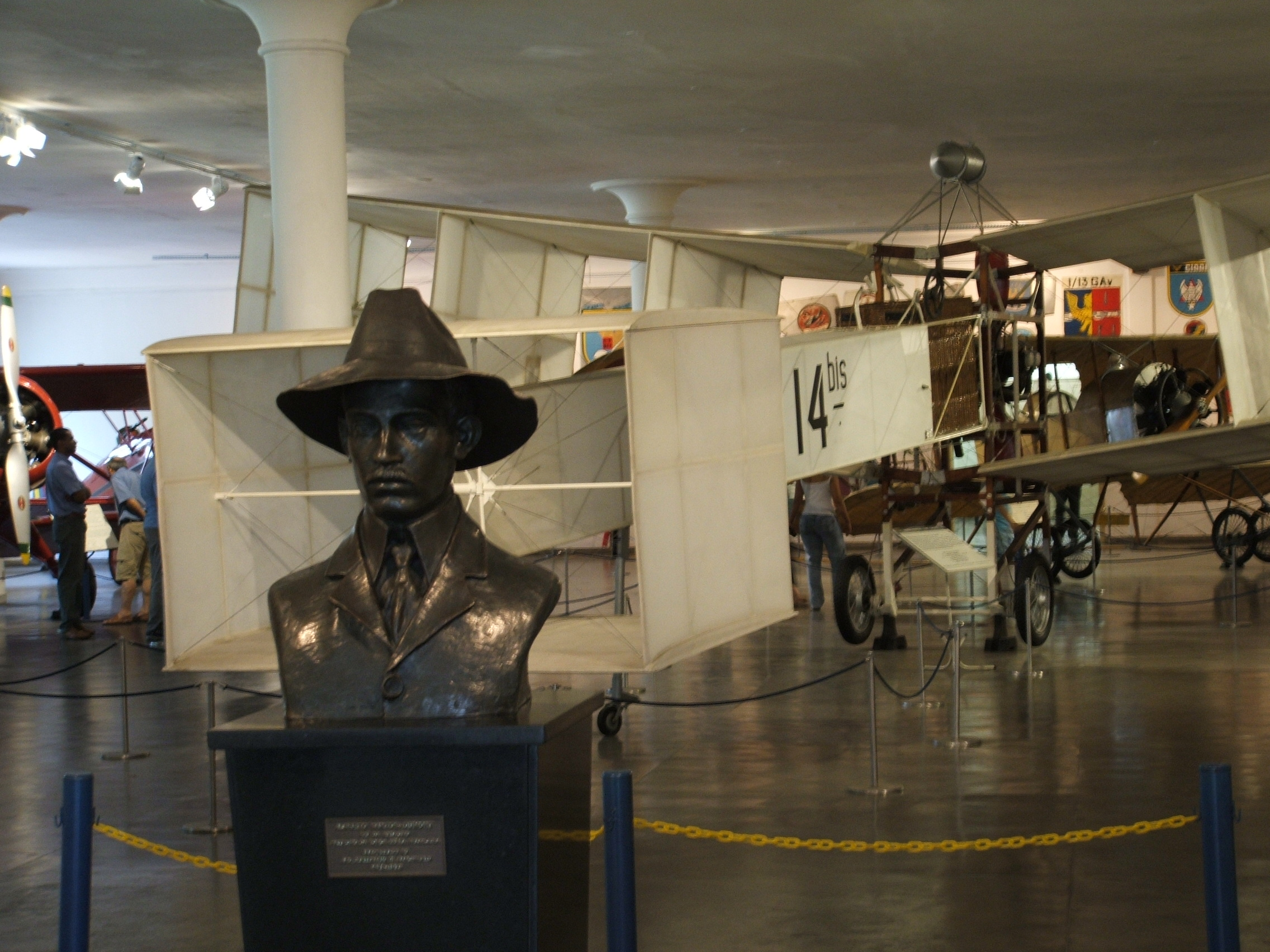
Galería en el museo con una réplica de la aeronave 14-bis.

El Museo Aeroespacial se inauguró el 18 de octubre de 1976 en las instalaciones de la antigua Escuela de Aeronáutica de la Fuerza Aérea Brasileña en la base aérea dos Afonsos.
La idea de abrir un museo aeronáutico data de 1943 del entonces ministro de Aeronáutica, el doctor Salgado Filho. Sin embargo, el trabajo inicial del ministro y los intentos subsiguientes estuvieron interrumpidos por una carencia de instalaciones adecuadas.
El 31 de julio de 1973 el presidente brasileño Emílio Garrastazu Médici creó el Núcleo del Museo Aeroespacial mediante el decreto n.º 72.553. En enero de 1974 se iniciaron los trabajos de restauración del edificio y hangares de la antigua División de Instrucción de Vuelo de la Escuela de Aeronáutica. A la vez, se inició la recolección de objetos para la nueva colección del museo como aviones, mapas, motores, armas y otras piezas de valor histórico.
Finalmente el museo se inauguró al público el 18 de octubre de 1976.
Desde 1986, el museo forma parte de la Universidad de la Fuerza Aérea (UNIFA) y pertenece al Instituto Histórico-Cultural de Aeronáutica (INCA).

## Colección de aeronaves
| Designación                       | N.º de la Fuerza Aérea Brasileña | Identificación | Notas                                        | Imagen |
| --------------------------------- | -------------------------------- | -------------- | -------------------------------------------- | ------ |
| Aerotec Uirapuru                  | T-23                             | PP-ZTT         |                                              |        |
| Beechcraft Modelo 17 Staggerwing  | UC-43                            | 2778           |                                              |        |
| Beechcraft AT-11 Kansan           | T-11                             | 1371           |                                              |        |
| Beechcraft Modelo 18              | UC-45                            | 2856           |                                              |        |
| Bell 47J                          | H-13J                            | 8510           |                                              |        |
| Bell 206                          | VH-4                             | 8571           |                                              |        |
| Bensen B-8M                       |                                  | PP-ZWR         |                                              |        |
| Boeing-Stearman Modelo 75         | K132                             |                |                                              |        |
| Bücker Bü 131D-2 Jungmann         |                                  | FAB 07         |                                              |        |
| CAP-4 Paulistinha                 |                                  | PP-TJR         |                                              |        |
| Caudron G.3                       |                                  |                |                                              |        |
| Cessna L-19 Bird Dog              | L-19E                            | 3155           |                                              |        |
| Cessna AT-17 Bobcat               | UC-78B                           | 22             |                                              |        |
| Cessna T-37                       | T-37C                            | 0922           |                                              |        |
| CNNA HL-6B                        |                                  | PP-RHW         |                                              |        |
| Consolidated PBY Catalina         | C-10A                            | 6527           | Canso A                                      |        |
| Curtiss C-46 Commando             | C-46                             | 2058           |                                              |        |
| Curtiss Fledgling                 | J-2                              | K-263          |                                              |        |
| Curtiss P-40                      | P-40N                            | 4064           |                                              |        |
| Dassault Mirage IIIEBR            | F-103E                           | 4913           |                                              |        |
| De Havilland DH.89 Dragon Rapide  |                                  | PP-VAN         |                                              |        |
| De Havilland DH.82A Tiger Moth    | 12HI                             | 105            |                                              |        |
| De Havilland Canadá DHC-5 Buffalo | C-115                            | 2371           |                                              |        |
| Douglas A-20K Havoc               | A-20K                            | 6085           |                                              |        |
| Douglas B-26 Invader              | A-26                             | 5159           |                                              |        |
| Douglas C-47 Skytrain             | C-47                             | 2009           |                                              |        |
| Douglas DC-3                      |                                  | PP-AVJ         | Aerovías Brasil                              |        |
| Eipper Quicksilver MXL            |                                  |                |                                              |        |
| Aermacchi MB-326                  | AT-26                            | 4525           |                                              |        |
| Embraer EMB-110 Bandeirante       | YC-95                            | 2130           | Prototipo                                    |        |
| AMX International AMX             | YA-1                             | 4201           | Prototipo                                    |        |
| Fairchild 22-C7G                  |                                  | PP-TBD         |                                              |        |
| Fairchild 24-W41 Forwarder        | UC-61A                           | 2683           |                                              |        |
| Fairchild PT-19 Cornell           | PT-19                            | 0500           |                                              |        |
| Fairchild PT-26 Cornell           | PT-26                            | 0310           |                                              |        |
| Fairchild C-119 Flying Boxcar     | C-119G                           | 2305           |                                              |        |
| Fairchild Hiller FH-1100          |                                  | PP-EFN         |                                              |        |
| Focke-Wulf Fw 44                  | 11AvN                            | 161            |                                              |        |
| Focke-Wulf Fw 58B-2 Weihe         | AT-Fw                            | 1530           |                                              |        |
| Fokker S.11                       | T-21                             | 0789           |                                              |        |
| Fokker S.12                       | T-22                             | 0811           |                                              |        |
| Fouga CM.170 Magister             | T-24                             | 1720           |                                              |        |
| Gloster Meteor F.8                | F-8                              | 4460           |                                              |        |
| Gloster Meteor T.7                | TF-7F                            | 4309           |                                              |        |
| Grumman G-44A Widgeon             |                                  | 14             |                                              |        |
| Grumman HU-16 Albatross           | SA-16                            | 6529           |                                              |        |
| Grumman S-2A Tracker              | P-16A                            | 7016           |                                              |        |
| Grumman S-2E Tracker              | P-16E                            | 7037           |                                              |        |
| Hawker Siddeley 125               | VU-93                            | 2113           |                                              |        |
| Hawker Siddeley 748               | C-91                             | 2504           |                                              |        |
| IPT-0 Bichinho II                 |                                  | PT-KYL         |                                              |        |
| Jacobs Hols der Teufel            |                                  |                |                                              |        |
| Lockheed F-80S Shooting Star      | F-80C                            | 4201           |                                              |        |
| Lockheed F-104S Starfighter       |                                  | MM6890         | Aeronautica Militare (Fuerza Aérea Italiana) |        |
| Lockheed P-2E Neptune             | P-2E                             | 7010           |                                              |        |
| Lockheed T-33 Shooting StarA      | TF-33A                           | 4364           |                                              |        |
| Lockheed Modelo 18 Lodestar       | C-60A                            | 2006           |                                              |        |
| Lockheed 188 Electra              |                                  | PP-VJM         | Varig                                        |        |
| Morane-Saulnier MS.760 París      | C-41                             | 2932           |                                              |        |
| Muniz M-7                         |                                  | 13             |                                              |        |
| Neiva Paulistinha                 | L-6                              | 3095           |                                              |        |
| Neiva Regente                     | YL-42                            | 3120           |                                              |        |
| Neiva Regente                     | L-42                             | 3225           |                                              |        |
| Neiva Universal                   | YT-25                            | 1830           |                                              |        |
| Nieuport 21E.1                    |                                  | N2102          |                                              |        |
| North American B-25 Mitchell      | B-25J                            | 5127           |                                              |        |
| North American F-86K Sabre        |                                  | 0014           | Fuerza Aérea Venezolana                      |        |
| North American T-6D Texan         | T-6D                             | 1559           |                                              |        |
| North American T-6D Texan         | T-6D                             | 1617           |                                              |        |
| North American T-28A Trojan       |                                  | N-703          | Marina de Brasil                             |        |
| Northrop F-5B                     | F-5B                             | 4800           |                                              |        |
| Pilatus P-3                       | O-3                              | 3182           |                                              |        |
| Piper L-4                         |                                  | PP-TUF         |                                              |        |
| Republic P-47 Thunderbolt         |                                  | 420339         |                                              |        |
| Santos-Dumont 14-bis              |                                  |                | Réplica                                      |        |
| Santos-Dumont Demoiselle          |                                  |                | Réplica                                      |        |
| Stearman Modelo 76                |                                  | K210           |                                              |        |
| Stinson SR-10E Reliant            | UCSR10                           | 2653           |                                              |        |
| Vickers Viscount                  | VC-90                            | 2101           | Avión presidencial                           |        |
| Vultee BT-15 Valiant              | BT-15                            | 1072           |                                              |        |
| Waco CJC                          |                                  | C66            |                                              |        |
| Waco CPF-5                        |                                  | C80            |                                              |        |
| Waco CSO                          |                                  | F154           |                                              |        |
| Waco RNF                          |                                  | K162           |                                              |        |
| Westland Wasp HAS.1               |                                  | N-7039         | Marina de Brasil                             |        |